# شهر گناه: بانویی که به‌خاطرش می‌کشم
شهر گناه: بانویی که به‌خاطرش می‌کشم
 (به انگلیسی: Sin City: A Dame to Kill For) یا شهر گناه: بانویی که به‌خاطرش باید آدم کشت یک فیلم جنایی مهیج آمریکایی محصول سال ۲۰۱۴ و ادامه فیلم شهر گناه در سال ۲۰۰۵ به کارگردانی رابرت رودریگز و فرانک میلر است.
این فیلم شامل مجموعه‌ای از بازیگران فیلم قبلی تشکیل شده‌است که می‌توان به بروس ویلیس، میکی رورک، جیمی کینگ، جسیکا البا، رزاریو داوسون و پاورز بوث اشاره کرد. بازیگران جدید هم عبارتند از: اوا گرین، جاش برولین، جوزف گوردون-لویت، دنیس هایسبرت، استیسی کیچ، جرمی پیون و کریستال مک کیهیل. این فیلم با وجود اینکه با استقبال نسبی منتقدان همراه بود اما نتوانست موفقیت‌های قسمت اول را تکرار کند.

## داستان
شهر گناه: بانویی که به‌خاطرش باید آدم کشت
آوا لُرد (اوا گرین) که معشوقه سابق دوایت مک‌کارتی (جاش برولین) است او را فرا می‌خواند تا شوهر بدزبانش یعنی دیمین لُرد (مارتون سسوکاس) را که یک میلیونر است فراری دهد. با این حال، دوایت خیلی زود پی می‌برد که اهداف واقعی آوا خیلی بیشتر از چیزی هست که نشان می‌دهد.
فقط شنبه شبی دیگر
در شبی که جان هارتیگان (بروس ویلیس) با نَنسی (جسیکا آلبا) در «آن حرامزاده ترسو» دیدار می‌کند، مارو (میکی رورک) هوشیاری خود را در بزرگراهی به‌دست می‌آورد درحالی‌که به «پروژه‌ها» می‌نگرد و جوان‌های مرده دورتادورش را احاطه کرده‌اند و او یادش نیست که چطور به آنجا آمده‌است.
شب طولانی بد (داستان اصلی)
جانی (جوزف گوردون-لویت) که قماربازی از خود راضی است مأموریتی تاریک را برعهده می‌گیرد تا بزرگ‌ترین شرور شهر گناه را در بازی خودش نابود کند. او به اشتباه شخص دیگری را می‌زند و این ماجرا را بدتر از قبل می‌کند. در مسیر، او با یک رقاص به نام مارسی (جولیا گارنر) آشنا می‌شود.
داستان اصلی بدون عنوان
این بخش داستان که بعد از خودکشی هارتیگان
(بورس ویلیس) در پایان «آن حرامزاده ترسو» اتفاق می‌افتد، در مورد نانسی (جسیکا آلبا) است که سعی می‌کند با مرگ او کنار بیاید.

## بازیگران
- جسیکا آلبا در نقش نَانسی[۵]
- پاورز بوث as Senator Roark[۷]
- جاش برولین در نقش Dwight McCarthy[۸]
- Jamie Chung در نقش Miho (Sin City)|Miho[۹]
- Marton Csokas در نقش Damien Lord[۱۰]
- رزاریو داوسون در نقش Gail[۱۱]
- Julia Garner در نقش Marcy[۱۲][۱۳]
- جوزف گوردون-لویت در نقش Johnny[۱۴]
- اوا گرین در نقش Ava Lord[۱۵]
- Dennis Haysbert در نقش Manute (Sin City)|Manute[۱۶]
- Stacy Keach در نقش Wallenquist[۱۷]
- جایمی کینگ در نقش Goldie and Wendy[۹]
- لیدی گاگا[۱۸]
- ری لیوتا در نقش Joey[۱۳][۱۹]
- Christopher Meloni در نقش Mort[۱۳][۲۰]
- Crystal McCahill[۲۱]
- Jeremy Piven در نقش Bob[۱۳][۱۹]
- Mickey Rourke در نقش Marv[۱۱]
- Juno Temple در نقش Sally[۱۳][۱۹]
- بروس ویلیس در نقش John Hartigan[۲۲]